# Mariano Téllez-Girón

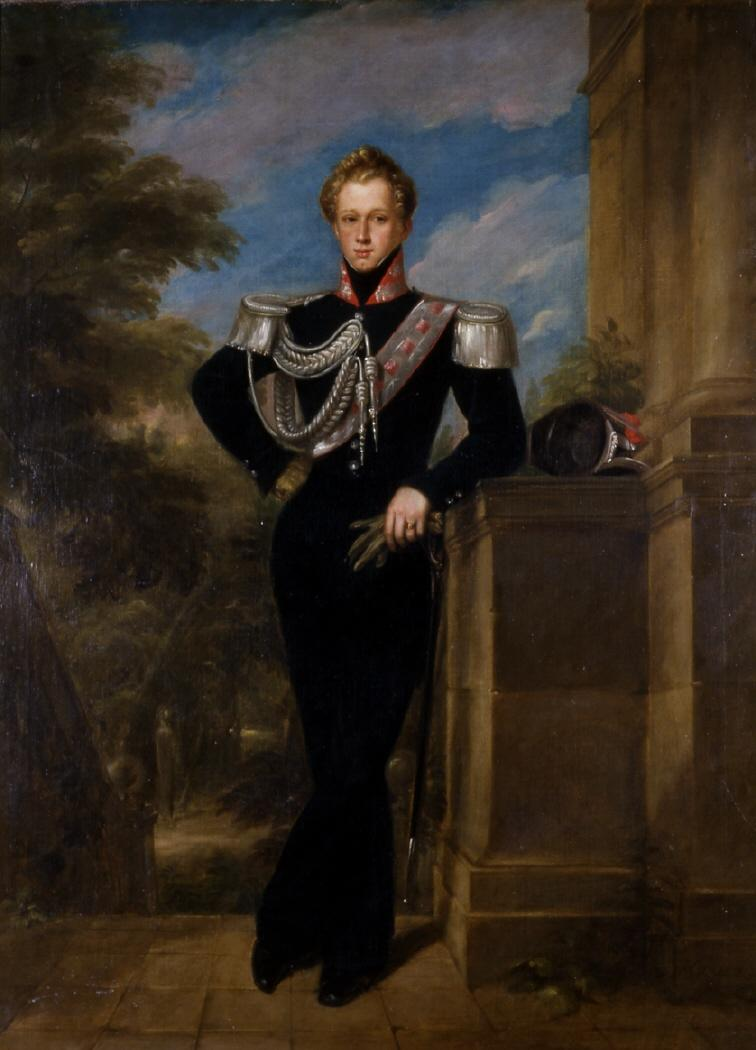
Mariano Téllez-Girón, XII duque de Osuna. 1833. Valentín Carderera. (Museo del Romanticismo, Madrid).

Mariano Francisco de Borja José Justo Téllez-Girón y Beaufort-Spontin, también conocido como Mariano de Zúñiga (al ostentar el título de Señor de Zúñiga) o como Mariano de Plasencia. (Madrid, 19 de julio de 1814-Beauraing, Bélgica, 2 de junio de 1882) XII duque de Osuna y XV duque del Infantado, fue un noble, político, diplomático y militar español.

## Vida
Fue el hijo segundo de Francisco de Borja Téllez-Girón, X duque de Osuna, y María-Francisca-Felipa, condesa de Beaufort-Spontin. Su hermano mayor, Pedro, XI duque de Osuna y XIV duque del Infantado, falleció en agosto de 1844.
Casó con su prima, la princesa María Eleonora zu Salm-Salm, hija de Franz Joseph Friedrich Philipp Príncipe zu Salm-Salm (1801-1842), matrimonio en el que no tuvo descendencia.

### La carlistada
A la edad de dieciocho años, sintiéndose inclinado a imitar a sus ilustres ascendientes, el marqués de Terranova (así se titulaba por entonces) abrazó la carrera de las armas e ingresó, en clase de cadete supernumerario, en el primer escuadrón del Real Cuerpo de Guardias de la Real persona, el 27 de febrero de 1833, siendo nombrado cadete efectivo en 4 de julio del mismo año. Comenzó sus servicios haciendo donación de todos los haberes que pudieran corresponderle, en beneficio de la enfermería del citado Real Cuerpo de Guardias, y jamás cobró dieta o pensión alguna. Estuvo destinado hasta mediados de 1835 en los destacamentos del Escorial, La Granja, El Pardo y Segovia, y fue destinado, en 27 de septiembre, al Ejército del norte, en clase de ayudante de campo del general en jefe, Luis Fernández de Córdoba, III marqués de Mendigorría.
Durante este conflicto, (1835), concurrió a innumerables hechos de armas: a las acciones de Miñano Mayor, Murguía, valle de Losa, Adana, Galarreta, Aranzazu, San Adrián, Salinas de Guipúzcoa, Arlaban y Villareal de Álava. Antes de terminar el año, el marqués de Terranova participó en la acción de Zubiri, en las operaciones sobre Peñacerrada, en la persecución del caudillo carlista Miguel Gómez Damas, en los combates del valle de Mena y de Orduña, y otros. El 27 de diciembre de 1836 S.M.[¿quién?] le concedió merced del hábito de Calatrava.
En 1837, incorporado al cuartel general del general Espartero, asistió a los difíciles reconocimientos de las líneas fortificadas de Hernani y Tolosa; a los asaltos de Irún y Fuenterrabía, donde ganó otra cruz de San Fernando; a las acciones de Urnieta, de Andoáin, de Santa Cruz de Arezo, de Lecumberri, de Urquiz y Berrioplano. Participó asimismo en todos los hechos de armas que llevó a cabo el ejército encargado de perseguir al expedicionario de don Carlos por Aragón y Cuenca. Estuvo en Madrid en septiembre de 1837, aprestando la desesperada defensa de la Villa y Corte ante la inminente llegada del ejército de don Carlos. Por último, tomo parte en las operaciones contra el pretendiente hasta el regreso de éste a las Provincias Vascongadas. Con su salud quebrantada por los rigores de la guerra, los suyos le obligaron a pedir Real licencia en diciembre de aquel año para restablecerse. El 16 de enero de 1838 se le concedió el empleo de exento supernumerario de Guardias Reales, y poco después fue nombrado caballero agregado, en la clase militar, a la embajada extraordinaria que asistió a la coronación de la reina Victoria del Reino Unido. De vuelta a la Península, el marqués de Terranova prestó algunos servicios como exento de Guardias Reales que era y gentilhombre de cámara de Su Majestad.

### Diputado a Cortes
Fue diputado a Cortes por Cádiz, en sustitución de Francisco Domecq Victor, que renunció al escaño el 12 de febrero de 1838. A su vez, el 20 de noviembre de 1838 solicitó su renuncia mediante escrito al Ministerio de Gobernación.

## Osuna el Grande

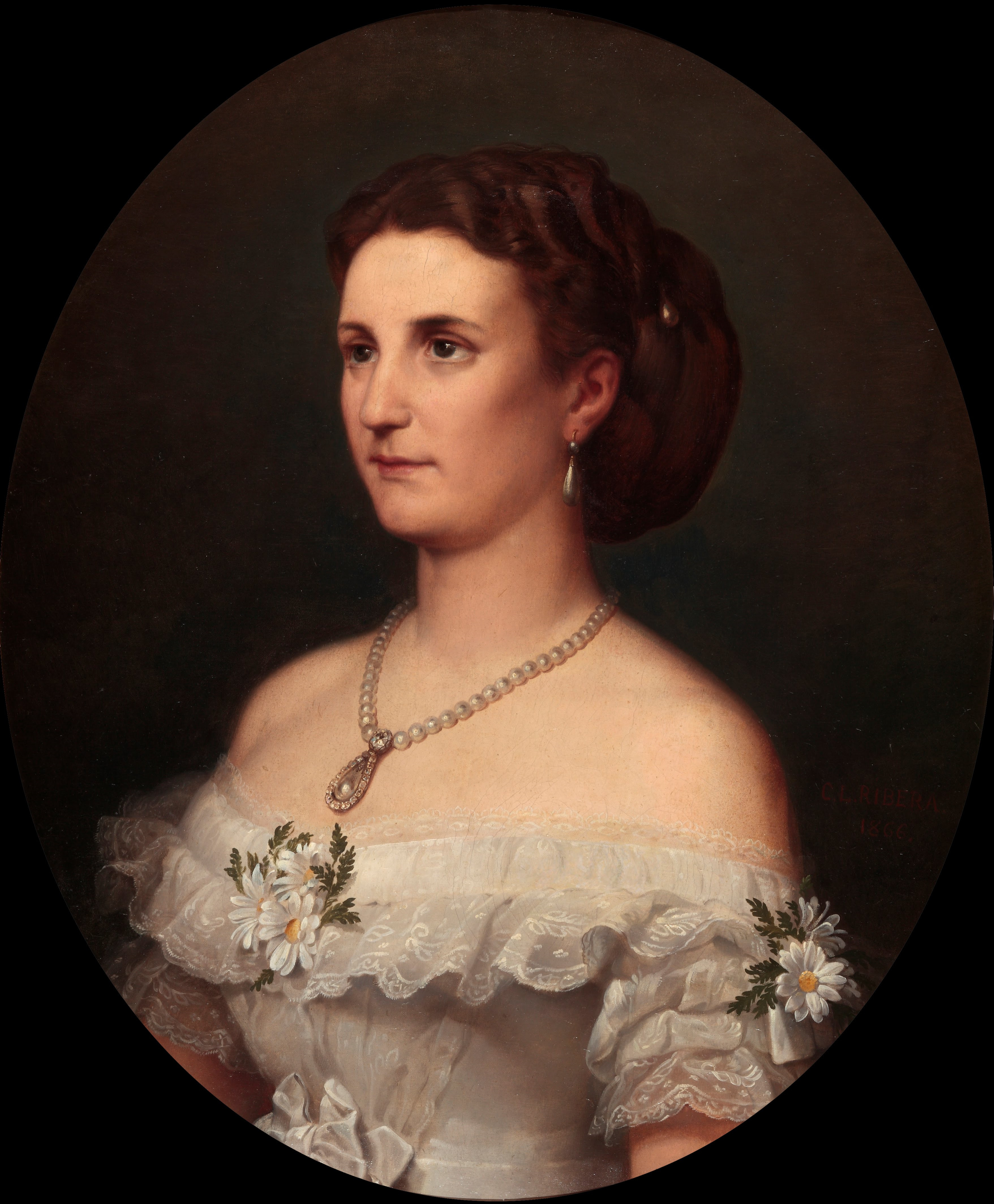
Retrato de María Leonor de Salm-Salm, duquesa consorte de Osuna (1866) pintado por Carlos Luis de Ribera y Fieve (Museo del Romanticismo, Madrid).

El 29 de agosto de 1844 heredó de su hermano los títulos y estados de la Casa de Osuna, y empezó una vida de lujo que acabó con su gran ruina. Todavía es famosa la expresión «ni que fueras Osuna» en referencia a un gasto disparatado. De él se decía que podía cruzar media España sin salir de sus posesiones. Fue el último habitante de su familia en la Alameda de Osuna, pequeño palacio a las afueras de Barajas en Madrid. Tenía importantes propiedades agrícolas en Sevilla, en Guadalajara y en Extremadura. Las medidas desvinculadoras tomadas a la vez que la desamortización de Mendizábal hicieron que la propiedad de la tierra fuera completamente suya, lo que le acabó condenando ya que podían ejecutar las hipotecas contra él.
Embajador en la coronación de la reina Victoria del Reino Unido, embajador en París en la boda de Napoleón III y Eugenia de Montijo (1853) y luego embajador extraordinario en San Petersburgo de 1856 a 1868, doce años, consiguiendo la reanudación de las relaciones diplomáticas rotas a la muerte de Fernando VII. Fueron famosas las fastuosas fiestas que daba en la embajada española pagadas de su propio bolsillo. 
En 1881 fue el representante español en la boda del futuro káiser Guillermo II. Murió en junio de 1882, notificando su muerte al Senado el príncipe Solms Braunfels. 
Murió sin descendencia y prácticamente en la ruina por lo cual a su muerte la biblioteca de los duques del Infantado fue comprada por el Estado, pasando a formar parte de la Biblioteca Nacional. La mayor parte de sus colecciones se vendieron y dispersaron en 1896 en posterior subasta. 
Fue el último señor efectivo de todos los mayorazgos familiares que se desamortizaron por las leyes de Mendizabal (1842), lo que permitió que a su fallecimiento sin sucesión, y ya que su principal heredero era el duque de Alba (que poseía ya acumuladas siete grandezas de España de primera clase), se iniciara un descomunal pleito en el que intervino la Corona, que no vio con buenos ojos que una sola persona poseyera tantos títulos y posesiones, desbaratando la acumulación de los mismos y distribuyéndolos a diversas familias. El título de duque del Infantado pasó entonces a las manos de la familia Arteaga y Lazcano, quienes consiguieron recuperar parte de los bienes de la casa.

## Títulos y distinciones
Ducados
XII Duque de Osuna, XVI de Gandía, XV de Béjar, XIV de Arcos, XV del Infantado, XIV de Medina de Rioseco, XVII conde de Benavente y XIV duque de Benavente, XI duque de Pastrana, XI duque de Estremera, XII duque de Francavilla, XV duque de Plasencia, XII duque de Lerma, 20 veces grande de España.
Principados
Príncipe de Éboli y de Squilace, príncipe di Melito
Marquesados
Marqués de Santillana, de Távara y del Cenete, marqués de Peñafiel, de Gibraleón, de la ciudad de Terranova, de Zahara, de Argüeso, de Almenara, de Algecilla, de Lombay, de Quirra, de Marchini, de Campoó, de Diano y de Cea, de Monteagudo, marqués y señor de Villagarcía y de Nules.
Condados
Conde de Ureña, del Real de Manzanares, de Saldaña, del Cid o Jadraque, de Villada, de Bañares, de Belalcázar, de Oliva, de Mayalde, de Bailén, de Casares, de La Chamusca, de Aliciano, de Centellas, de Simari, de Mayorga, de Osilo, de Coguinas y de Fontanar; primer conde del reino de Valencia.
Otros títulos
Vizconde de la Puebla de Alcocer, señor de las villas de Melgar de Fernamental y Villasandino, justicia mayor del Reino de Castilla, gran justicier del Reino de Nápoles, primera voz del Estamento o Brazo Militar del reino de Cerdeña, almirante de Castilla, merino mayor de Asturias y León, notario mayor de los Reinos de Castilla, camarero mayor del rey y gentilhombre de cámara de S. M., con ejercicio y servidumbre; señor de todos los mayorazgos, con sus ciudades, villas, lugares, juros, heredamientos, castillos, baronías, oficios, patronatos, etc., de las casas de los Girones y Téllez, Mendoza, Lasso de la Vega, Luna, Cisneros, Albornoz, Manzanedo, Sandoval, Enríquez, Toledo, Borja, Centelles, Vigil de Quiñones, Silva, Zúñiga, Ponce de León, Alfonso-Pimentel, Sotomayor, Maza de Lizana, etc.
Fue teniente general del Ejército de tierra, senador vitalicio (1845-1846) y por derecho propio (1878-1879), agregado militar de la Embajada extraordinaria en Londres, embajador en Berlín y en San Petersburgo durante el período de 1856 a 1868, bajo el zar Alejandro II de Rusia. 
Distinciones
Fue caballero de la Orden de Malta, caballero de la Orden de Calatrava y caballero de la Orden del Toisón de Oro, y estuvo condecorado con muchas grandes cruces nacionales y extranjeras.
Fue asimismo miembro honorario de la Real Academia de Bellas Artes de San Fernando desde el 6 de enero de 1845, y numerario de la Real Academia de la Historia desde el 5 de febrero de 1848; pertenecía a varias sociedades científicas de España y del extranjero, entre otras, al Instituto de África de París, del cual era presidente honorario; siendo uno de los primeros presidentes en ejercer dentro del Casino de Madrid.
| Predecesor: José García de la Torre | Real Academia de la Historia Medalla 15 1848-1882 | Sucesor: Marcos Jiménez de la Espada |